# 比利亚西德坎波斯
比利亚西德坎波斯（西班牙語：Villacid de Campos），是西班牙卡斯蒂利亚-莱昂巴利亚多利德省的一个市镇。总面积24平方公里，总人口105人（2001年），人口密度4人/平方公里。